# Gabrska Gora
Gabrska Gora je naselje v Občini Litija.